# Alberto Moreno (calciatore)
Alberto Moreno Pérez (Siviglia, 5 luglio 1992) è un calciatore spagnolo, difensore o centrocampista del Como.

## Caratteristiche tecniche
Terzino sinistro veloce ed agile è dotato di una buona tecnica, può giocare anche nel ruolo di esterno di centrocampo o ala sinistra.

## Carriera

### Club

#### Gli inizi, Siviglia
Ha giocato nella massima serie spagnola con la maglia del Siviglia. Nella stagione 2013-2014 si guadagna il posto da titolare, facendo anche il suo esordio in Europa League, competizione in cui gioca quattro partite nei preliminari e due nella fase a gironi.

#### Liverpool
Il 16 agosto 2014 viene acquistato dal Liverpool per 18 milioni di euro. Segna il suo primo gol con la maglia dei Reds nella vittoria esterna per 0-3 contro il Tottenham. Il 5 maggio 2016, dopo una stagione da titolare, raggiunge la finale di Europa League, dove incontrerà la sua ex squadra, il Siviglia.
Nella nuova stagione perde il posto da titolare a favore del compagno di squadra James Milner. Il 27 dicembre, in occasione del classico Boxing Day della Premier League, entrando nella partita vinta 4-1 in casa contro lo Stoke City raggiunge quota 100 presenze con la maglia dei Reds.

#### Villarreal
Il 9 luglio 2019, liberatosi a parametro zero dalla squadra inglese, passa al Villarreal firmando un contratto quinquennale. Nel settembre 2020, resta fermo per circa sei mesi per un infortunio ai legamenti crociati del ginocchio sinistro. Il 26 maggio 2021, vince la finale di Europa League, andando a segno nella sequenza dei calci di rigore, conclusasi 11-10. Il 4 luglio 2024, a scadenza del suo contratto decide di non rinnovare con la società spagnola, rimanendo svincolato.

#### Como
Il 19 luglio 2024 firma un accordo annuale con il Como. Debutta con i lariani l'11 agosto, in occasione del match di Coppa Italia perso ai rigori contro la Sampdoria. Il successivo 19 agosto avviene invece l'esordio stagionale in campionato, nella sconfitta per 3-0 contro la Juventus.

### Nazionale
Nel 2012 gioca due partite amichevoli con la Nazionale maschile under 21 di calcio della Spagna; viene poi inserito nella lista dei convocati per la fase finale degli Europei di categoria, nei quali contribuisce alla vittoria finale della sua Nazionale giocando tutte e 5 le partite della manifestazione. Successivamente, nell'ottobre del 2013 viene convocato dalla nazionale maggiore per le partite di qualificazione al campionato del mondo 2014 contro Bielorussia e Georgia, facendo il suo esordio da titolare proprio contro quest'ultima il 15 ottobre.

## Statistiche

### Presenze e reti nei club
Statistiche aggiornate al 24 maggio 2025.
| Stagione          | Squadra           | Campionato        | Campionato | Campionato | Coppe nazionali | Coppe nazionali | Coppe nazionali | Coppe internazionali | Coppe internazionali | Coppe internazionali | Altre coppe | Altre coppe | Altre coppe | Totale | Totale |
| Stagione          | Squadra           | Comp              | Pres       | Reti       | Comp            | Pres            | Reti            | Comp                 | Pres                 | Reti                 | Comp        | Pres        | Reti        | Pres   | Reti   |
| ----------------- | ----------------- | ----------------- | ---------- | ---------- | --------------- | --------------- | --------------- | -------------------- | -------------------- | -------------------- | ----------- | ----------- | ----------- | ------ | ------ |
| 2011-2012         | Siviglia          | PD                | 1          | 0          | CR              | 0               | 0               | UEL                  | -                    | -                    | -           | -           | -           | 1      | 0      |
| 2012-2013         | Siviglia          | PD                | 16         | 0          | CR              | 2               | 0               | UEL                  | -                    | -                    | -           | -           | -           | 18     | 0      |
| 2013-2014         | Siviglia          | PD                | 28         | 3          | CR              | 1               | 0               | UEL                  | 14                   | 0                    | -           | -           | -           | 43     | 3      |
| Totale Siviglia   | Totale Siviglia   | Totale Siviglia   | 45         | 3          |                 | 3               | 0               |                      | 14                   | 0                    |             | -           | -           | 62     | 3      |
| 2014-2015         | Liverpool         | PL                | 28         | 2          | FACup+CdL       | 4+2             | 0+0             | UCL+UEL              | 5+2                  | 0+0                  | -           | -           | -           | 41     | 2      |
| 2015-2016         | Liverpool         | PL                | 32         | 1          | FACup+CdL       | 0+5             | 0+0             | UEL                  | 13                   | 0                    | -           | -           | -           | 50     | 1      |
| 2016-2017         | Liverpool         | PL                | 12         | 0          | FACup+CdL       | 3+3             | 0+0             | -                    | -                    | -                    | -           | -           | -           | 18     | 0      |
| 2017-2018         | Liverpool         | PL                | 16         | 0          | FACup+CdL       | 1+0             | 0+0             | UCL                  | 10                   | 0                    | -           | -           | -           | 27     | 0      |
| 2018-2019         | Liverpool         | PL                | 2          | 0          | FACup+CdL       | 1+1             | 0+0             | UCL                  | 1                    | 0                    | -           | -           | -           | 5      | 0      |
| Totale Liverpool  | Totale Liverpool  | Totale Liverpool  | 90         | 3          |                 | 20              | 0               |                      | 31                   | 0                    |             | -           | -           | 141    | 3      |
| 2019-2020         | Villarreal        | PD                | 18         | 0          | CR              | 1               | 0               | -                    | -                    | -                    | -           | -           | -           | 19     | 0      |
| 2020-2021         | Villarreal        | PD                | 5          | 0          | CR              | 0               | 0               | UEL                  | 4                    | 0                    | -           | -           | -           | 9      | 0      |
| 2021-2022         | Villarreal        | PD                | 24         | 3          | CR              | 3               | 2               | UCL                  | 7                    | 1                    | SU          | 1           | 0           | 35     | 6      |
| 2022-2023         | Villarreal        | PD                | 24         | 0          | CR              | 1               | 0               | UECL                 | 3                    | 0                    |             | -           | -           | 28     | 0      |
| 2023-2024         | Villarreal        | PD                | 27         | 2          | CR              | 2               | 0               | UEL                  | 4                    | 0                    | -           | -           | -           | 33     | 2      |
| Totale Villarreal | Totale Villarreal | Totale Villarreal | 98         | 5          |                 | 7               | 2               |                      | 18                   | 1                    |             | 1           | 0           | 124    | 8      |
| 2024-2025         | Como              | A                 | 24         | 0          | CI              | 1               | 0               | -                    | -                    | -                    | -           | -           | -           | 25     | 0      |
| Totale carriera   | Totale carriera   | Totale carriera   | 257        | 11         |                 | 31              | 2               |                      | 63                   | 1                    |             | 1           | 0           | 352    | 14     |

### Cronologia presenze e reti in nazionale
| Cronologia completa delle presenze e delle reti in nazionale ― Spagna | Cronologia completa delle presenze e delle reti in nazionale ― Spagna | Cronologia completa delle presenze e delle reti in nazionale ― Spagna | Cronologia completa delle presenze e delle reti in nazionale ― Spagna | Cronologia completa delle presenze e delle reti in nazionale ― Spagna | Cronologia completa delle presenze e delle reti in nazionale ― Spagna | Cronologia completa delle presenze e delle reti in nazionale ― Spagna | Cronologia completa delle presenze e delle reti in nazionale ― Spagna |
| Data                                                                  | Città                                                                 | In casa                                                               | Risultato                                                             | Ospiti                                                                | Competizione                                                          | Reti                                                                  | Note                                                                  |
| --------------------------------------------------------------------- | --------------------------------------------------------------------- | --------------------------------------------------------------------- | --------------------------------------------------------------------- | --------------------------------------------------------------------- | --------------------------------------------------------------------- | --------------------------------------------------------------------- | --------------------------------------------------------------------- |
| 15-10-2013                                                            | Albacete                                                              | Spagna                                                                | 2 – 0                                                                 | Georgia                                                               | Qual. Mondiali 2014                                                   | -                                                                     |                                                                       |
| 16-11-2013                                                            | Malabo                                                                | Guinea Equatoriale                                                    | 1 – 2                                                                 | Spagna                                                                | Amichevole                                                            | -                                                                     |                                                                       |
| 30-5-2014                                                             | Siviglia                                                              | Spagna                                                                | 2 – 0                                                                 | Bolivia                                                               | Amichevole                                                            | -                                                                     |                                                                       |
| 14-11-2017                                                            | San Pietroburgo                                                       | Russia                                                                | 3 – 3                                                                 | Spagna                                                                | Amichevole                                                            | -                                                                     | 46’                                                                   |
| Totale                                                                |                                                                       | Presenze                                                              | 4                                                                     |                                                                       | Reti                                                                  | 0                                                                     |                                                                       |

## Palmarès

### Club

#### Competizioni internazionali
- UEFA Europa League: 2

Siviglia: 2013-2014
Villarreal: 2020-2021
- UEFA Champions League: 1

Liverpool: 2018-2019

### Nazionale
- Campionato d'Europa Under-21: 1

Israele 2013

### Individuale
- Inserito nella selezione UEFA dell'Europeo Under-21: 1

Israele 2013